# Бэнтэндзима
Бэнтэндзима (яп. 弁天島) — небольшой необитаемый остров в Японии (Хоккайдо, город Немуро), расположенный к северо-западу от мыса Соя. Несмотря на то, что на этом мысу установлен мемориал с памяткой о том, что это — самая северная точка японской суши, в действительности самая северная точка суши под японским контролем — северная оконечность этого острова. Размеры острова — 400 на 100 м. Площадь острова составляет лишь 0,005 км², периметр — 0,5 км, а его высшая точка возвышается всего-навсего на 10 метров над морем. Фауна представлена в основном птицами и морскими ежами.